# Atributo (mitología)

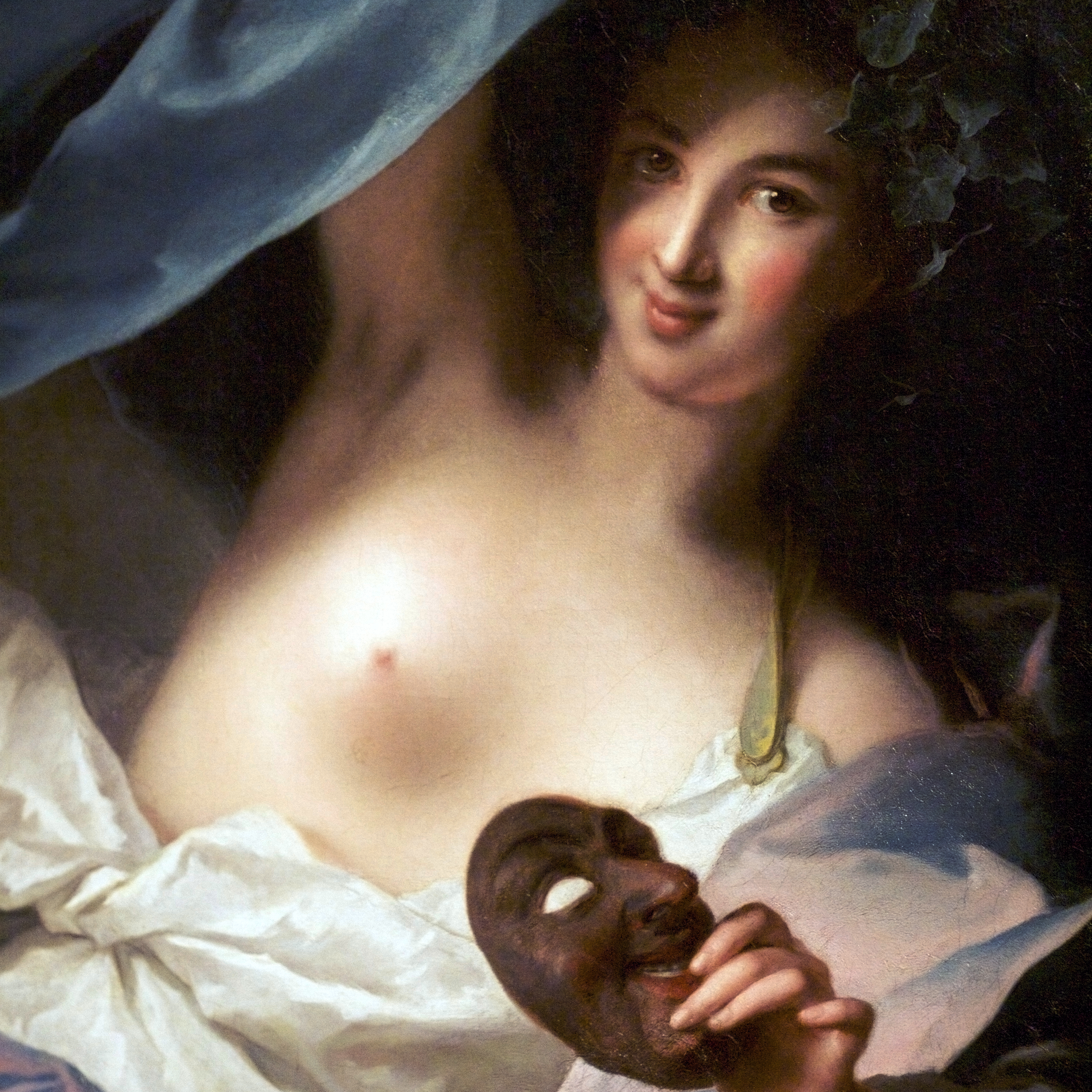
Talía con la máscara de la comedia

Se llaman atributos a esos accesorios simbólicos colocados al lado de cada uno de los dioses, que los caracterizan y sirven para distinguirlos. Todos estos distintivos son atributos, como la maza de Hércules, el pavo real de Juno, la banda, el arco y la antorcha de Cupido.
Por lo demás no todos los atributos han sido inventados para designar con certeza la individualidad de las antiguas divinidades; algunas veces el atributo es más antiguo que el dios a quien corresponde, el símbolo es anterior a la fábula. En un principio no se presentaba a los dioses bajo una forma humana. La influencia que los objetos físicos ejercen sobre los hombres juntamente con el natural impulso que les hace sentir la necesidad de culto, cualquiera que sea, por instinto natural, les indujeron a divinizar ya a algunos seres menos nobles que ellos mismos, bien a la obra de sus propias manos, representación informe de una idea apenas nacida en imaginaciones que no estaban todavía completamente desarrolladas. 

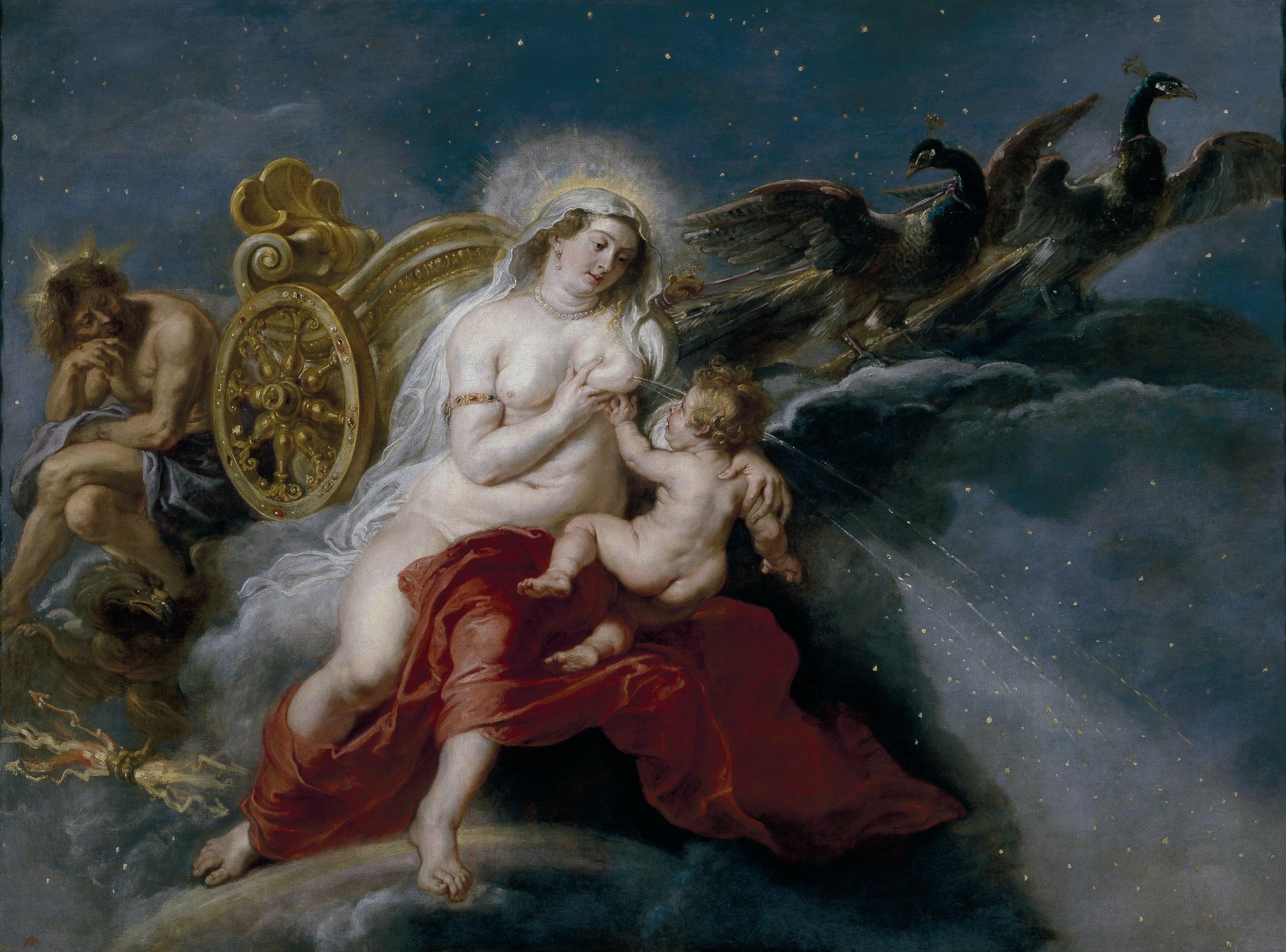
Juno con los pavos reales (Rubens, 1636)

Los fenómenos celestes, los animales, las plantas suministraron objetos de adoración a los ojos y a las almas ansiosas de adorar. Al rayo que caía del cielo, al fuego que asolaba la tierra se les dedicaba el culto y la oración. El águila, la serpiente, la paloma, el mochuelo, fueron otros tantos objetos que representaban otras tantas ideas. A medida que se fue desarrollando el ingenio, tomaron incremento las artes y nacieron los mitos, la poesía los relataba, la escultura los exponía a la vista; sin embargo, el envejecido símbolo lejos de morir por eso, se rejuvenecía por su alianza o relación con la fábula. En adelante fueron representados los dioses bajo la forma humana y el símbolo quedó como un accesorio. Júpiter tuvo el águila y el rayo: Vesta fue la personificación del fuego que ardía al lado suyo: se destinó la serpiente a que acompañase a Esculapio, se unció la paloma al carro de Venus; el mochuelo se fijo sobre el casco do Minerva.
Todos estos atributos que acabamos de nombrar eran característicos o especiales y opuestos a otros a que se daba el nombre de atributos comunes o genéricos: así el jarrón era común a lodos los ríos y las estrellas expresaban la noche. Se dividían los atributos además en necesarios y accidentales.
Entre tos egipcios unos mismos atributos indicaban siempre la misma divinidad y la reunión de estos atributos la de los seres divinos, según las ideas y creencias de los egipcios. Los reyes, las reinas, los sacerdotes, tos simples particulares tenían también en sus retratos señales que los distinguían.

## Galería

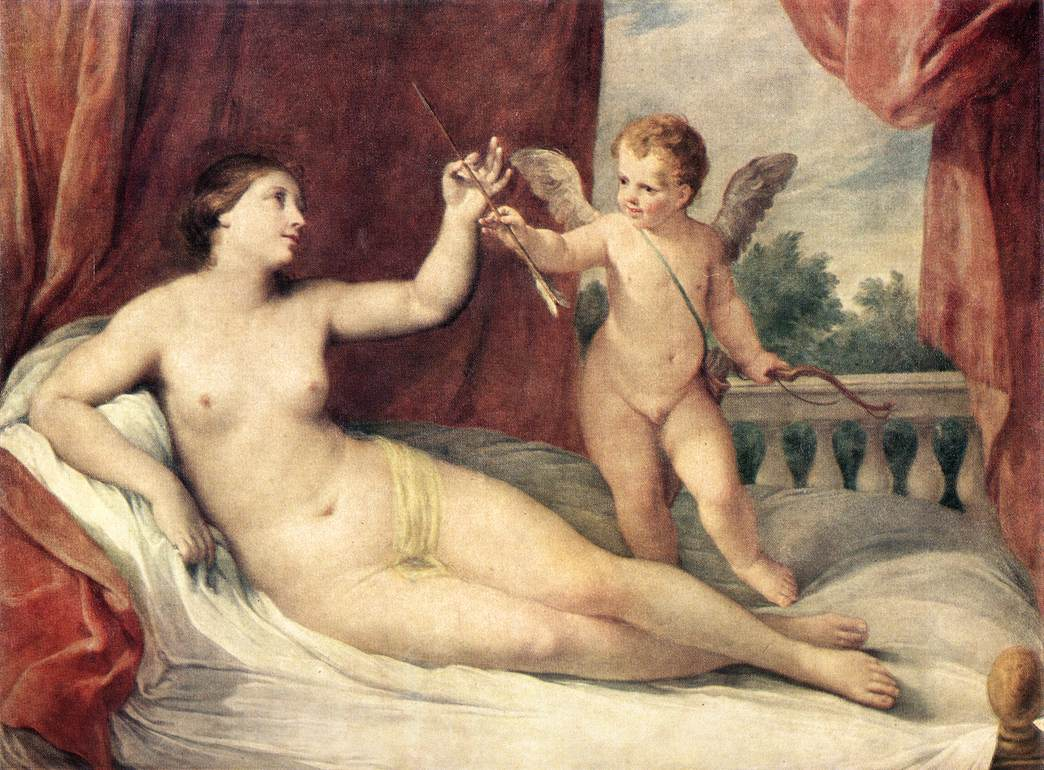
Cupido con arco y flechas (Guido Reni)
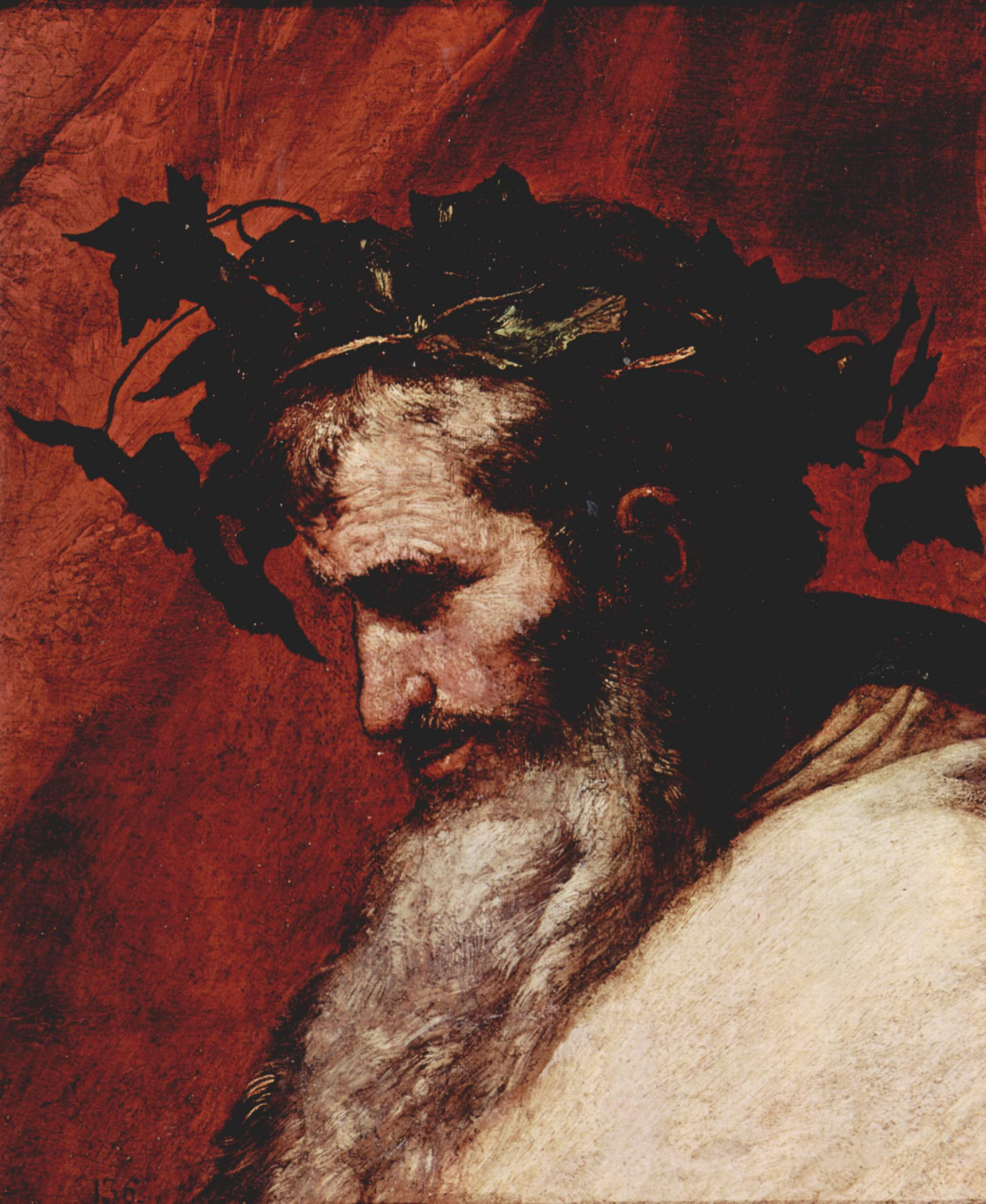
Dionisos con corona de sarmientos (José de Ribera)
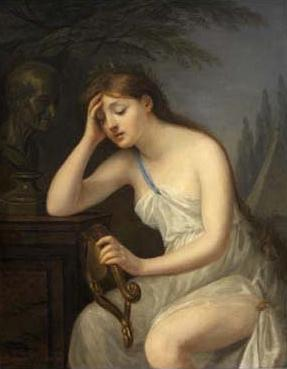
Melpómene con la lira (Geneviève Brossard)
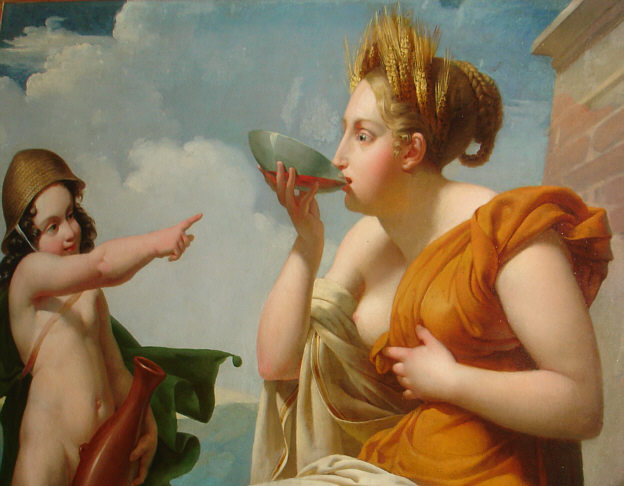
Ceres con corona de espigas
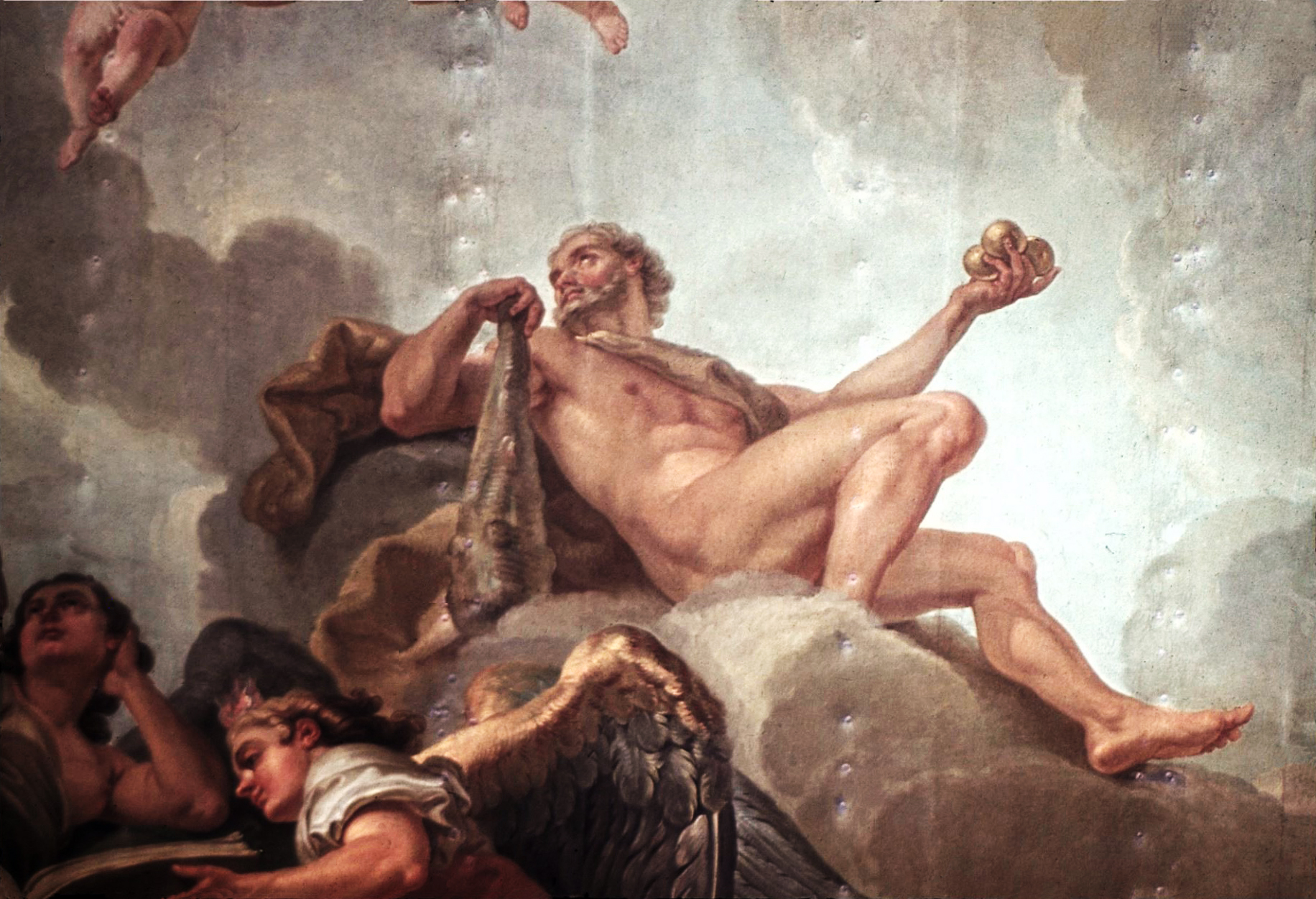
Hércules con la maza